# 창리미탕 스타디움
창리미탕 스타디움(영어: Changlimithang Stadium)은 부탄의 수도 팀부에 있는 국립경기장으로 현재 부탄 축구 국가대표팀과 부탄 여자 대표팀의 홈 경기장으로 사용되고 있으며 수용 가능한 인원은 15,000명이다.

## 같이 보기
- 또 다른 결승전